# 金坝街道
金坝街道，是中华人民共和国安徽省宣城市宣州区下辖的一个乡镇级行政单位。

## 行政区划
金坝街道下辖以下地区：
双凤社区、长桥社区、关庙社区、松林村、三合村、里仁村、正东村、靖庙村、祠边村和祝公村。